# 박재천
박재천(1957년 10월 10일 ~)은 MBC 청룡, 빙그레 이글스에서 뛰었던 전 야구 선수인데 당초 대구 영남고등학교를 다녔으나 1974년 야구부가 해체되자 휘문고등학교로 전학하여 졸업했다. MBC 청룡의 창단 멤버로 프로에 데뷔했다. 1982년 13경기 21타수 3안타 2득점 1도루를 기록했으며, 이 해를 끝으로 방출된 뒤  1986년 빙그레 이글스   창단 멤버로 프로야구에 복귀하여   1경기를 더 소화하고 은퇴했다.

## 등번호
- 26 (1982)
- 6 (1986)

## 같이 보기
- MBC 청룡 연도별 선수 명단
- 빙그레 이글스 연도별 선수 명단